# Tysmenyzja
Tysmenyzja (ukrainisch Тисмениця; deutsch auch Tysmenitz, russisch Тысменица Tysmeniza, polnisch Tyśmienica) ist eine in der Westukraine liegende Stadt mit etwa 9000 Einwohnern.

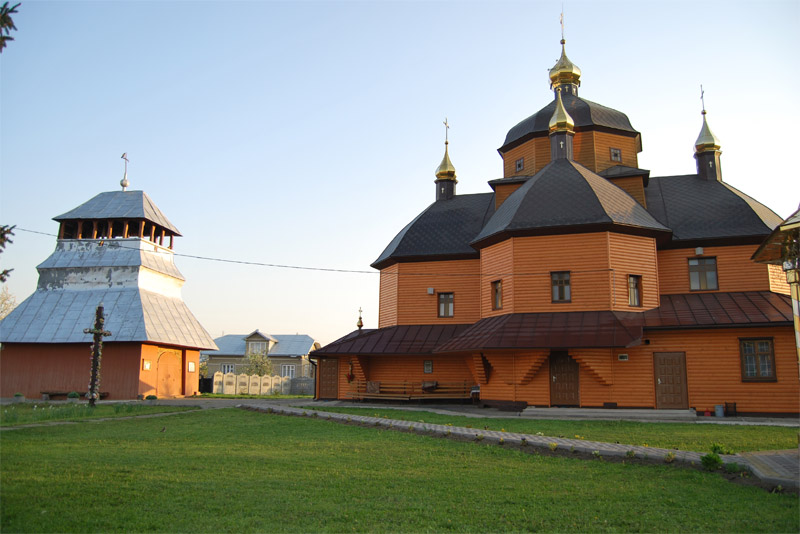
Kirchengebäude in Tysmenyzja

Sie liegt in der Oblast Iwano-Frankiwsk am Ufer der Worona (Ворона), etwa 11 Kilometer östlich der Oblasthauptstadt Iwano-Frankiwsk.

## Verwaltung
Am 12. Juni 2020 wurde die Stadt zusammen mit 18 umliegenden Dörfern zum Zentrum der neugegründeten Stadtgemeinde Tysmenyzja (Тисменицька міська громада/Tysmenyzka miska hromada) im Rajon Iwano-Frankiwsk, bis dahin bildete sie die Stadtratsgemeinde Tysmenyzja (Тисменицька міська рада/Tysmenyzka miska rada) im Rajon Tysmenyzja.
Folgende Orte sind neben dem Hauptort Tysmenyzja Teil der Gemeinde:
| Name                     | Name            | Name                                 | Name                |
| ukrainisch transkribiert | ukrainisch      | russisch                             | polnisch            |
| ------------------------ | --------------- | ------------------------------------ | ------------------- |
| Chomjakiwka              | Хом'яківка      | Хомяковка (Chomjakowka)              | Chomiakówka         |
| Klubiwzi                 | Клубівці        | Клубовцы (Klubowzy)                  | Kłubowce            |
| Krassyliwka              | Красилівка      | Красиловка (Krassilowka)             | Krasiłówka          |
| Lypiwka                  | Липівка         | Липовка (Lipowka)                    | Lackie Szlacheckie  |
| Markiwzi                 | Марківці        | Марковцы (Markowzy)                  | Markowce            |
| Myluwannja               | Милування       | Милованье (Milowanje)                | Miłowanie           |
| Nowa Lypiwka             | Нова Липівка    | Новая Липовка (Nowaja Lipowka)       | Sitanerówka         |
| Nowi Krywotuly           | Нові Кривотули  | Новые Кривотулы (Nowyje Kriwotuly)   | Krzywotuły Nowe     |
| Odaji                    | Одаї            | Одаи (Odai)                          | Odaje (ad Słobódka) |
| Pohonja                  | Погоня          | Погоня (Pogonja)                     | Pohonia             |
| Pschenytschnyky          | Пшеничники      | Пшеничники (Pschenitschniki)         | Pszeniczniki        |
| Roschniw                 | Рошнів          | Рошнев (Roschnew)                    | Roszniów            |
| Slobidka                 | Слобідка        | Слободка (Slobodka)                  | Słobódka            |
| Stari Krywotuly          | Старі Кривотули | Старые Кривотулы (Staryje Kriwotuly) | Krzywotuły Stare    |
| Studynez                 | Студинець       | Студинец (Studinez)                  | Studzieniec         |
| Ternowyzja               | Терновиця       | Терновица (Ternowiza)                | Tarnowica Polna     |
| Tschornoliszi            | Чорнолізці      | Чернолозцы (Tschornoloszy)           | Czarnołośce         |
| Wilschanyzja             | Вільшаниця      | Ольшаница (Olschaniza)               | Olszanica           |

## Geschichte
Die Stadt wurde 1143 zum ersten Mal schriftlich erwähnt und erhielt 1449 das Magdeburger Stadtrecht verliehen. Zu diesem Zeitpunkt lag die Stadt in der Adelsrepublik Polen-Litauen (in der Woiwodschaft Ruthenien). Tysmenyzja gehörte von 1772 bis 1918 zum österreichischen Galizien, war von 1774 bis 1782 Sitz eines Bezirksamtes und von 1850 bis 1867 wieder Sitz einer Bezirkshauptmannschaft, danach war er Sitz eines Bezirksgerichts im Bezirk Tłumacz.

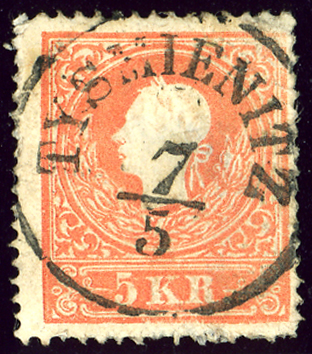
Poststempel von Tysmenyzja auf einer 5 Kreuzer-Briefmarke der österreichischen Kaiserkopfausgabe von 1858

Nach dem Ende des Ersten Weltkrieges kam die Ortschaft als Tyśmienica zu Polen und wurde im Zweiten Weltkrieg erst von der Sowjetunion und von 1941 bis 1944 von Deutschland besetzt.
1945 kam die Stadt wiederum zur Sowjetunion, dort wurde sie Teil der Ukrainischen SSR. Seit dem Zerfall der Sowjetunion 1991 ist Tysmenyzja ein Teil der unabhängigen Ukraine. Seit 1982 ist der Ort Sitz der Rajonsverwaltung des Rajons Tysmenyzja, am 14. Februar 1986 wurde dem seit 1940 als Siedlung städtischen Typs betitelten Ort der Stadtstatus verliehen. Im Sommer 2020 wurde er dann Teil des Rajons Iwano-Frankiwsk.

## Wirtschaft
Die Ortschaft entwickelte sich zu einem Zentrum der Pelzverarbeitung und bekam 1884 einen Eisenbahnanschluss an der Bahnlinie Stanislau–Buczacz. 1988 kam es zu einem niederländisch-ukrainischen Joint-Venture mit einem Pelzkonfektionär aus Frankfurt am Main als Partner, verbunden mit dem Bau einer Pelzveredlungs- und Pelzkonfektionsfabrik mit anfangs 250, später bis zu 350 Mitarbeitern.(Stand 1998)

## Persönlichkeiten
- Kost Lewyzkyj (1859–1941), galizischer Rechtsanwalt und Politiker
- Jacob (Jakob) Freud (1815–1896), Vater von Sigmund Freud, wurde in Tsymenyzja geboren
- Henry Roth (1906–1995), jüdisch-galizischer Schriftsteller, der in die USA auswanderte.
- Oleh Lyscheha (1949–2014), Schriftsteller und Literaturkritiker